# Atosa
Atosa (perz. Utauθa, avest. Hutaosā) je bila ahmenidska princeza i kćer Kira Velikog, osnivača Ahemenidskog Perzijskog Carstva. Živjela je od 550. do 475. pr. Kr.

## Obitelj
Atosa je vjerojatno bila sestra (ili polusestra) Kambiza II. Oko 522. pr. Kr. udala se za Darija Velikog koji je uz pomoć plemića Otana svrgnuo čovjeka koji je tvrdio da je Kambizov brat Bardija. Najstariji sin Atose i Darija bio je Kserkso I., koji je kasnije naslijedio oca, dok im su ostala djeca bili Ahemen, Histasp, Masist i Mandana. Atosa je bila popularna kao vrlo inteligentna žena koje je kao kćer Kira Velikog imala snažan utjecaj na perzijski dvor. Njena visoka pozicija zaslužna je za Kserksovo imenovanje prijestolonasljednikom, iako nije bio najstariji Darijev sin.

## Poveznice
- Kir Veliki
- Darije Veliki
- Kserkso Veliki
- Ahemenidsko Perzijsko Carstvo

## Vanjske poveznice
- Atosa (enciklopedija Iranica)
- Atosa (enciklopedija Britannica)
- Parmis i Atosa (Livius.org)  Arhivirana inačica izvorne stranice od 24. svibnja 2009. (Wayback Machine)
- Atosa (Iran Chamber)